# Władimirskaja
Władimirskaja (ros. Влади́мирская) – jedenasta stacja linii Kirowsko-Wyborskiej, znajdującego się w Petersburgu systemu metra.

## Charakterystyka
Stacja Władimirskaja została oficjalnie otwarta 15 listopada 1955 roku, a jej konstrukcja jest przykładem typu pylonowego. Autorami projektu architektonicznego obecnej postaci stacji są: G. I. Aleksandrow (Г. И. Александров), A. W. Żuk (А. В. Жук), A. I. Pribulskij (А. И. Прибульский),  A. D. Tokman´ (А. Д. Токмань). Nazwa pochodzi od prospektu Włodzimierskiego (Władimirskiego), znajdującego się w jej pobliżu. W pierwszych planach rozwoju miejskiego systemu metra, nie przewidywano umiejscowienia żadnej dodatkowej stacji w tym miejscu. Uważano, że dwukilometrowy odcinek pomiędzy stacją Puszkinskaja a stacją Płoszczad´ Wosstanija nie będzie tego wymagał. Ostatecznie jednak, z uwagi na centralne położenie tego obszaru miasta, zdecydowano wznieść w tym miejscu stację metra. Miało to na celu ułatwienie i udrożnienie komunikacji. Początkowe projekty zakładały, że stacja otrzyma nazwę Płoszczad´ Nachimsona (Площадь Нахимсона) od nazwy pobliskiego placu. Zdecydowano się jednak na Władimirską, co miało także związek z powrotem do dawnej nazwy prospektu Włodzimierskiego, który w latach 1918-1944 nosił nazwę prospektu Nachimsona. Nie przewidywano także zbyt dużego ruchu pasażerskiego na stacji.  
Choć z początku planowano urządzić wystrój Władimirskiej w stylu typowego stalinowskiego przepychu, to ostatecznie, w porównaniu do innych stacji, okazał się być on dość skromny i surowy. Posadzki wyłożone są płytami ciemnego oraz jasnego granitu, tworzącego wzór szachownicy. Pylony i ściany stacji są jasne, wykonane z marmuru, na ścianach pięcioramienne gwiazdy oraz liczby „1955”, przypominające o roku otwarcia stacji. Sklepienie półkoliste, o jasnej barwie, z którego zwisają masywne żyrandole. Marmur dostarczony został z Uralu. Według sowieckiej prasy z lat pięćdziesiątych XX wieku, stacja dedykowana była „dobrobytowi sowieckiego narodu". Jedna ze ścian dekorowana jest mozaiką zatytułowaną „Dostatek”. Pomniejsze prace budowlane na stacji wykonywane były w 1991 roku i w 2004 roku. W latach 2006–2008 prowadzono gruntowne prace rekonstrukcyjne na terenie stacji i w tym czasie była ona zamknięta. Pochłonęły one łącznie około 500 milionów rubli. 
Władimirskaja położona jest na głębokości 55 metrów. Nieopodal stacji znajduje się sobór Włodzimierskiej Ikony Matki Bożej, a wejście do stacji ulokowane jest na gruntach, które przed okresem sowieckim należały do parafii. Była to jedna z pierwszych w Petersburgu stacji typu pylonowego. Istnieje możliwość przesiadki poprzez stację Dostojewską na linię Prawobrzeżną. Ruch pociągów na stacji odbywa się od godziny 5:30 do godziny 0:26 i w tym czasie jest ona dostępna dla pasażerów.